# Drageblod
Drageblod er en rødbrun harpiks som fremstilles fra forskellige planter. Drageblod kan let opløses i alkohol og æter og delvist opløses i benzen, kloroform, petroleumsæter og svovlkulstof. Drageblod bleges let af lyset. Ostindisk drageblod kommer fra palmen Daemonorops draco, kanarisk drageblod fra drageblodstræet (Dracaena draco), sokratisk drageblod fra Dracaena cinnabari, mexikansk drageblod fra Croton draco i vortemælkfamilien og vestindisk drageblod fra Pterocarpus draco i ærteblomstfamilien. Drageblod bruges til fernis, træbejdse, tidligere til medicin, røgelse og til farvning. Det bliver ofte brugt som lak på violiner, men bruges ellers ikke meget i dag.